# Коломбаро-Тимолине (Бреша)
Коломбаро-Тимолине је насеље у Италији у округу Бреша, региону Ломбардија.
Према процени из 2011. у насељу је живело 4416 становника. Насеље се налази на надморској висини од 219 м.